# Gaston Behaghel de Bueren
Ridder Gaston Eugène Ernest Marie Ghislain Behaghel de Bueren (Antwerpen, 15 maart 1867 - Gent, 1 maart 1938) was een Belgisch katholiek volksvertegenwoordiger en senator.

## Biografie
Ridder Gaston Behaghel de Bueren was een telg uit de familie Behaghel. Hij was een zoon van Jules Behaghel (1822-1883) en Alix Ruzette (1833-1895). Zijn grootvader, Jean-Pierre Behaghel (1787-1858) had in 1822 opname in de Franse adelstand bekomen, onder koning Lodewijk XVIII. Hij had in 1823 de naturalisatie gekregen onder het Verenigd Koninkrijk der Nederlanden en in 1845 adelserkenning onder het Koninkrijk België.
Gaston Behaghel kreeg in 1907 de riddertitel en in 1921 mochten hij en zijn nakomelingen de naam 'de Bueren' aan hun familienaam toevoegen. Hij trouwde in 1892 in Melle met gravin Berthe de Bueren (1871-1950). Ze kregen vijf zoons en twee dochters, van wie er vier trouwden met respectievelijk een Morel de Westgaver, een de Hemptinne en vervolgens een de Marchant et d'Ansembourg, een de Bassompierre en een de Brocqueville.
Hij was een schoonbroer van Léon Ruzette, arrondissementscommissaris van Ieper en gouverneur van West-Vlaanderen.

### Loopbaan
Behaghel behaalde zijn doctoraat in de rechten en vestigde zich als advocaat in Gent.
Hij doorliep een politieke carrière op verschillende bestuursniveaus:
- schepen van Gontrode (1896-1900) en burgemeester van Ruien (1900-1921),
- provincieraadslid van Oost-Vlaanderen (1900-1912),
- katholiek volksvertegenwoordiger voor het arrondissement Oudenaarde (1912-1919),
- senator voor de arrondissementen Oudenaarde-Aalst van 1919 tot 1929.

Zijn zoon Philippe Behaghel de Bueren werd ook politiek actief, maar dan wel voor de partij Rex.